# Galvarinus tarmensis
Galvarinus tarmensis — вид змій родини полозових (Colubridae). Ендемік Перу.

## Поширення і екологія
Galvarinus tarmensis відомі з типової місцевості, розташованої в районі Тарми в регіоні Хунін, на висоті 3200 м над рівнем моря. Вони живуть в перехідній зоні між сухими чагарниковими заростями і гірськими лісами Анд.